# Monique Kauffman
Monique Kauffman (Den Haag, 13 maart 1963) is een Nederlands wielrenster en langebaanschaatsster.
Kauffman startte drie maal op het NK Allround en eenmaal op de NK Sprint.

## Records

### Persoonlijke records[5]
| Afstand    | Tijd    | Datum           | Baan       |
| ---------- | ------- | --------------- | ---------- |
| 500 meter  | 44,28   | 3 november 2006 | Heerenveen |
| 1000 meter | 1.30,85 | 5 februari 2006 | Den Haag   |
| 1500 meter | 2.20,56 | 3 november 2006 | Heerenveen |
| 3000 meter | 5.05,37 | 29 januari 2007 | Breda      |